# Iris Mulej
Iris Mulej [íris múlej], slovenska blogerka in model, * 19. junij 1981, Postojna
Osvojila je naslova Miss Universe Slovenije 2002 in Miss Slovenije 2006. Dvakrat je pozirala za slovensko izdajo revije Playboy.
Je članica društva Mensa. Ob zmagi na Miss Slovenije si je želela uspeti v Ameriki kot igralka.

## Zgodnja leta
Mladost je preživela v Ilirski Bistrici in Podgradu. Stik z očetom je izgubila pri dveh letih. Ima precej mlajša polbrata in polsestro iz materine nove zveze.
Delala je srednjo zlatarsko šolo v Celju.

## Manekenstvo
Leta 1998 je postala miss koprske noči in miss portoroške noči, leto kasneje pa je na tekmovanju za Miss Hawaiian Tropic Slovenije 1999 postala miss osebnosti.
Več let je delala za blagovno znamko Lisca.
Posnela je fotografije za Petrolov koledar Ultimax 2010, predstavila je gorivo Ultimax na Auto motor showu v Ljubljani, oblečena v Laro Croft.

## Zasebno
Hodila je s fotografom Črtom Slavcem. Trenutno živi v Budvi z jeseniškim poslovnežem Admirjem Barčićem, s katerim ima dva otroka.
Njena mama je že nekaj let rejnica.

## Reklamni spoti
- Pantene Vimeo
- Lisca Vimeo